# Rosujë
Rosujë – wieś położona w południowo-wschodniej części Albanii w gminie Bujan. Wieś znajduje się 115 kilometrów od stolicy państwa, Tirany.

## Demografia
Według spisu ludności z 1989 roku we wsi Rosujë mieszkało 227 mieszkańców.